# Pro Cantione Antiqua
Pro Cantione Antiqua di Londra è un ensemble vocale britannico specializzato in musica medioevale e rinascimentale. 

## Il gruppo
L'ensemble venne costituito a Londra negli anni sessanta del XX secolo dal tenore James Griffett, dal controtenore Paul Esswood e dal direttore d'orchestra e produttore Mark Brown. Sin dai primi tempi lavorarono a stretto contatto con il musicologo e direttore d'orchestra Bruno Turner. 
Essi erano il gruppo britannico più in vista nel campo dell'esecuzione dei gruppi corali maschili a cappella prima che venisse fondato l'ensemble Tallis Scholars. Tra le voci vi era anche quella di James Bowman.
Sono essenzialmente un gruppo maschile che veniva integrato da voci femminili ogni qual volta il repertorio lo richiedeva. In particolare queste voci vennero impiegate per la registrazione, nel 1978, del The Oxford Book of English Madrigals per l'etichetta discografica della Oxford University Press (OUP 151/2) con la direzione di Philip Ledger. 
Successivamente, il loro cofanetto di 6 dischi The Flowering of Renaissance Polyphony (Geistliche Musik der Renaissance) edito da Archiv Produktion nei tardi anni settanta rappresentò un evento discografico.

## Discografia
La produzione discografica è assai vasta. Iniziata con le classiche etichette specializzate (Archiv e Deutsche Harmonia Mundi) si è poi sparpagliata in innumerevoli altre etichette nonché rivoli di pubblicazioni e ripubblicazioni. A seguire, la produzione discografica ordinata per anno di pubblicazione nella loro prima edizione:
- 1971 - Orlando di Lasso: Requiem à 5 / O Bene Jesu - PCA / Bruno Turner - DHM 1C 065-99 603 - 1 LP - (p) 1971
- 1972 - Thomas Tallis: Lamentationes Jeremiae / William Byrd: Missa tres vocum - PCA / Bruno Turner - Archiv 2533 113 - 1 LP - (p) 1972
- 1972 - Johannes Ockeghem: Missa "Ecce ancilla Domini" / Intemerata Dei mater - PCA / Mitglieder des Collegium Aureum / Mitglieder des Bläserkreis für Alte Musik, Hamburg / Bruno Turner - DHM 1C 065-99 635 - 1 LP - (p) 1972
- 1972 - Josquin Des Pres: Motetten - PCA / Knaben Solisten des Tölzer Knabenchor / Mitglieder des Collegium Aureum / Mitglieder des Bläserkreis für Alte Musik, Hamburg / Bruno Turner - DHM 1C 065-66-635 - 1 LP - (p) 1972
- 1973 - Johannes Ockeghem: Missa pro defunctis / Josquin Desprez: Déploration sur la mort d'Ockeghem - PCA / Blaserkreis für Alte Musik, Hamburg / Bruno Turner - Archiv 2533 145 - 1 LP - (p) 1973
- 1973 - Altenglische Songs: Gesellige Catches und Part-Songs - PCA / Mark Brown - DHM 1C 065-99 611 - 1 LP - (p) 1973
- 1974 - Missa Salisburghensis - PCA / Collegium Aureum / Escolania de Montserrat / Tölzer Knabenchor / Ireneu O.S.B. - DHM 1C 065-99 610 - 1 LP - (p) 1974
- 1974 - Giovanni Gabrieli: Motetten / Orlando di Lasso: Magnificat & Motetten - PCA / Mitglieder des Tölzer Knabenchor / Mitglieder des Collegium Aureum / Mitglieder des Bläserkreis für Alte Musik, Hamburg / Bruno Turner - DHM 1C 065-99 684 - 1 LP - (p) 1974
- 1974 - John Dunstable und seine Zeit: Motetten - PCA / Mitglieder des Collegium Aureum / Bruno Turner - DHM 1C 065-99 739 - 1 LP - (p) 1974
- 1975 - Orlando di Lasso: Penitential Psalms / Motets - PCA / Mitglieder des Bläserkreis für Alte Musik, Hamburg / Roderick Skeaping / Trevor Jones / Bruno Turner - Archiv 2533 290 - 1 LP - (p) 1975
- 1975 - Guillaume Dufay: Motets / John Dustable: Motets - PCA / Mitglieder des Bläserkreis für Alte Musik, Hamburg / Roderick Skeaping / Trevor Jones / Martin Nity / Bruno Turner - Archiv 2533 291 - 1 LP - (p) 1975
- 1975 - A Christmas Sequence: Weihnachtsgesänge des XV. Jahrhunderts - PCA / Bruno Turner - DHM 1C 065-99 808 - 1 LP - (p) 1975
- 1975 - Altenglische Lieder: Liebe, Lust und Frömmigkeit - PCA / Early Music Consort of London - DHM 1C 065-99 683 - 1 LP - (p) 1975
- 1975 - Musik der Tudor-Zeit: Messen und Motetten - PCA / Bruno Tudor - DHM/Basf 25 22065-6 - 1 LP - (p) 1975
- 1976 - Cristobal de Morales: Magnificat & Motets - PCA / Early Music Consort of London / Bruno Turner - Archiv 2533 321 - 1 LP - (p) 1976
- 1976 - Giovanni Pierluigi da Palestrina: Missa "Aeterna Christi munera" / Incipit Oratio Jeremiae Prophetae / Motetti - PCA / Bruno Turner - Archiv 2533 322 - 1 LP - (p) 1976
- 1976 - Henry Purcell: Laudate Ceciliam & Secular Motets - PCA / Mirglieder des Collegium Aureum / Mark Brown - DHM 1C 065-99 686 - 1 LP - (p) 1976
- 1976 - Orlando di Lasso: Musica Dei Donum / Lauda Sion Salvatorem / Missa "Puisque j'ay perdu" - PCA / Bruno Turner - DHM 1C 065-99 741 - 1 LP - (p) 1976
- 1976 - Claudio Monteverdi: Vespro della Beata Vergine (1610) - PCA / Collegium Aureum / Escolania & Capella de Musica Montserrat / Ireneu Segarra O.S.B. - DHM 1C 165-99 681/82 - 2 LP - (p) 1976
- 1977 - The Triumphs of Oriana: Madrigali a 5 e 6 voci - PCA / Ian Partridge - Archiv 2533 347 - 1 LP - (p) 1977
- 1977 - Josquin Desprez: Missa "L'homme armé" & Huc me sydereo / Nicolas Gombert: Musae Jovis / Jheronimus Vinders: O mors inevitabilis - PCA / Bruno Turner - Archiv 2533 360 - 1 LP - (p) 1977
- 1977 - Ave Regina: Motets (Gombert, arcadelt, Willaert, Clemens (non Papa), de Rore, Handl (Gallus), de Monte) - PCA / Hubert Gumz / Hans von Busch / Bruno Turner - Archiv 2533 361 - 1 LP - (p) 1977
- 1977 - Serate musicali in San Donato - Zara 1975 e 1976 (Skjavetic, Jelic, Lukacic) + altri autori ed interpreti - PCA / Zeljko Marasovic - Jugoton LSY 68031 - 1 LP - (p) 1977
- 1978 - Medieval Music: Sacred Monophony / The Play of Herod - PCA / Edgar Fleet - Oxford University Press OUP 161 - 1 LP - (p) 1978
- 1978 - Medieval Music: Ars Antiqua Polyphony (Organa, Motets, Conductus, Songs) - PCA / Edgar Fleet - Oxford University Press OUP 164 - 1 LP - (p) 1978
- 1978 - Giovanni Pierluigi da Palestrina: Missa "Papae Marcelli" / Dominus Jesus in qua nocte / Alma Redemptoris Mater / Stabat Mater / Peccantem me quotidie - PCA / Bruno Turner - Academy Sound & Vision (ASV) ACM 2009 - 1 LP - (p) 1978
- 1978 - Jacob Obrecht & Pierre de la Rue: Motetten - PCA   The London Cornett and sackbut Ensemble / Bruno Turner - Archiv 2533 377 - 1 LP - (1978)
- 1978 - Heinrich Isaac, Antoine Brumel, Jean Mouton, Loyset Compère: Motetten - PCA / The London Cornett and sackbut Ensemble / Bruno Turner - Archiv 2533 378 - 1 LP - (p) 1978
- 1978 - Antoine Busnois: Missa "L'homme armé" / Gilles Binchois: Motetten - PCA / Alan Cuckston / Alan Lumsden / Bruno Turner - Archiv 2533 404 - 1 LP - (p) 1978
- 1978 - Serate musicali in San Donato - Zara 1977 - PCA / Mark Brown - Jugoton LSY 68046 - 1 LP - (p) 1978
- 1978 - El Siglo de oro: Spanish Sacred Music of the Renaissance - PCA / The London Cornett & Sackbut Ensemble / Bruno Turner - Teldec 6.35378 FK - 3 LP - (p) 1978
- 1979 - English Madrigals: 38 madrigals from "The Oxford Book of English Madrigals" - PCA / Rosemary Hardy / Elizabeth Lane / Mary Thomas / Philip Ledger - Oxford University Press OUP 151/2 - 2 LP - (p) 1979
- 1979 - Heinrich Schütz: Motets - PCA / Edgar Fleet - Academy Sound & Vision (ASV) ALH 960 - 1 LP - (p) 1979
- 1979 - The Play of Daniel (Ludus Danielis) - PCA / The Landini Consort / Bruno Turner - Argo ARG 900 - 1 LP - (p) 1979
- 1979 - Marc-Antoine Charpentier: Te Deum / Magnificat / Trois Noels - Members PCA / Choir of the Collegiate Church of St. Mary in Warwich / La Grande Ecurie et la Chambre du Roy / Jean-Claude Malgoire - CBS 76891 - 1 LP - (p) 1979
- 1979 - Adieu Madame: Songs für die Tudor-Könige - PCA / Mark Brown - DHM 1C 065-99 833 - 1 LP - (p) 1979
- 1979 - Tomas Luis de Victoria: Tenebrae Responsories (Feria V in coena Domini, Feria VI in Parasceve, Sabbato Sancto ad matutinum) - PCA / Bruno Turner - DHM 1C 065-99 800 - 1 LP - (p) 1979
- 1980 - Part Songs: Country Pastimes and Citie Conceilts - PCA / Mark Brown - Teldec 6.42554 AW - 1 LP - (p) 1980
- 1980 - Ars Britannica: Old Hall Manuscript / Lute Songs / Madrigals - PCA / Alan Cuckston / Christopher Wilson / William Hunt / Bruno Turner / Geoffrey Mitchell / Ian Partidge - Teldec 6.35494 FK - 3 LP - (p) 1980
- 1980 - Henry Purcell: Te Deum / Ode "Yorkshire Feast" - Members PCA / Choir of the Collegiate Church of St. Mary in Warwick / La Grande Ecurie et la Chambre du Roy / Jean-Claude Malgoire - CBS 76925 - 1 LP - (p) 1980
- 1980 - Anonymus: "Missa Tournai" & "Missa Barcelona" - PCA / Alan Cuckston / Mark Brown - DHM 1C 065-99 870 - 1 LP - (p) 1980
- 1981 - Voces Angelicae: Portugese Church Music of the Renaissance - PCA / Andrew van der Beek / Mark Brown - Teldec 6.35582 GK - 3 LP - (p) 1981
- 1982 - Orlando di Lasso: Music for Holy Week and Easter Sunday (Three Lamentations) - PCA / Elizabeth Lane / Suzanne Flowers / Nancy Long / Bruno Turner . Hyperion A 66051/2 - 2 LP - (p) 1982
- 1983 - Orlando di Lasso: Missa pro defunctis "Requiem" - PCA / Mark Brown - Hyperion A 66066 - 1 LP - (p) 1983
- 1983 - Anonymus 15th-century (England): The Passion according to St. Luke - PCA /Bruno Turner - Musical Heritage Society MHS 4696 - 1 LP - (p) 1983
- 1984 - William Byrd: Mass a 4 / Ne Irascaris, Domine / Domine, Non Sum Dignus / Haec Dicit Dominus / Ave Verum Corpus - PCA / Bruno Turner - Musical Heritage Society MHS 4992 - 1 LP - (p) 1984
- 1985 - A Gentill Jhesu: Music from the Fayrfax Manuscript and Henry VIII's Book - PCA / Rachel Bevano / Catherine Mackintish / Margaret Westlake / Philip Thorby / William Hunt / Edgar Fleet - Hyperion A 66152 - 1 LP - (p) 1985
- 1985 - Renaissance Masterpieces: Gregorio Allegri: Miserere / Thomas Tallis: Spem in Alium & Lamentations of Jeremiah the Prophet - PCA / Mark Brown - Innovative Music Productions (IMP) PCd 806 - 1 CD - (p) 1985
- 1985 - Serate musicali in San Donato - Zara 25 anni (Jacob Obrecht) + altri autori ed interpreti - PCA - Jugoton LSY 66246 - 1 LP - (p) 1985
- 1985 - Sacred Vocal Music: Taverner & Whyte - PCA / Mark Brown - Musical Heritage Society MHS 7280 - 1 LP - (p) 1985
- 1986 - Sweet & Low: Glees & Partsongs - PCA / Mark Brown - Conifer CFC 145 - 1 LP - (p) 1986
- 1986 - A Medieval Christmas - PCA / Medieval Wind Ensemble / Mark Brown - Innovative Music Productions (IMP) PCD 844 - 1 CD - (p) 1986
- 1987 - Giovanni Pierluigi da Palestrina: Missa "Papae Marcelli" & Stabat Mater - PCA / Mark Brown - Innovative Music Productions (IMP) PCD 863 - 1 CD - (p) 1987
- 1989 - Giovanni Pierluigi da Palestrina: Lamentations of Jeremiah the Prophet (Fourth Book) - PCA / Bruno Turner - Novello Records NVLCD 102 - 1 CD - (p) 1989
- 1991 - Giovanni Pierluigi da Palestrina: Missa "L'Homme armé" & Missa "Assumpta est Maria" - PCA / Mark Brown - Innovative Music Productions (IMP) - PCD 952 - 1 CD - (p) 1991
- 1991 - Claudio Monteverdi: Vespro della Beata Vergine (1610) - PCA / Collegium Aureum / Musica Fiata / Knabenchor Hannover / Heinz Hennig - Ars Musici AM 1000-2 - 2 CD - (p) 1991
- 1992 - Francisco de Penalosa: The Complete Motets - PCA / Bruno Turner - Hyperion CDA 66574 - 1 CD - (p) 1992
- 1993 - A Gregorian Advent and Christmas - PCA / James O'Donnell - United Recording 88007 - 1 CD - (p) 1993
- 1994 - The Gregorian Lent and Easter - PCA / James O'Donnell - United Recording 88022 - 1 CD - (p) 1994
- 1994 - Music of the Portuguese Renaissance: Morago & Melgas - PCA / Robert Aldwinckle / Celia Harper / Andrew Watts / Mark Brown - Hyperion CDA 66715 - 1 CD - (p) 1994
- 1994 - Giovanni Pierluigi da Palestrina: Canticum Canticorum Salomonis "The Song of Songs" - PCA / Bruno Turner - Hyperion CDA 66733 - 1 CD - (p) 1994
- 1994 - Giovanni Pierluigi da Palestrina: Missa brevis & Missa "Lauda Sion" - PCA / Mark Brown - Innovative Music Productions "Allegro" PCD 1076 - 1 CD - (p) 1994
- 1994 - Giovanni Pierluigi da Palestrina: Hymn & Missa "Aeterna Christi Munera" / Missa "L'Homme Armé" a 4 voices - PCA / Mark Brown - Innovative Music Productions "Allegro" PCD 111 - 1 CD - (p) 1994
- 1995 - Pietro Allori: Polifonia sacra / Le sette parole di Nostro Signore Gesù Cristo in croce - PCA / Mark Brown - Antes BM-CD 951036 - 1 CD - (p) 1995
- 1997 - Salomone Rossi: Hashrim Asher Lishlomo (The Songs of Solomon) - PCA / Sydney Fixman - Carlton 30366 00452 - 1 CD - (p) 1997
- 1998 - A Gregorian Feast - PCA / Mark Brown - Carlton 30366 00872 - 1 CD - (p) 1998
- 1998 - Thomas Tallis: Spem in Alium & Motets - PCA / Mark Brown - Carlton 30366 00952 - 1 CD - (p) 1998